# Daytona Beach, Florida
Daytona Beach là một thành phố ở Volusia County, Florida, Hoa Kỳ. Nó nằm về 51 dặm (82,1 km) Đông Bắc của Orlando, 86 dặm (138,4 km) Đông Nam của Jacksonville, và 242 dặm (389,5 km) về phía Tây Bắc của Miami. Theo Điều tra dân số Hoa Kỳ năm 2010, nó có dân số là 61,005 người. Đây là thủ phủ của Deltona–Daytona Beach–Khu vực đô thị Ormond Beach, là nhà của 590,289 người vào năm 2010. Daytona Beach cũng là thủ phủ của vùng Fun Coast ở Florida.
Thành phố này có lịch sử nổi tiếng gắn liền với các bãi biển, nơi đóng gói cứng cát cho phép xe cơ giới để lái xe trên bãi biển ở khu vực hạn chế. Điều này khó khăn-đóng gói cát làm Daytona Bãi biển một mecca cho nghe, các Bãi biển Daytona Đường Nhiên lưu cuộc đua cho hơn 50 năm. Điều này đã được thay thế vào năm 1959 bởi Daytona đường Đua Quốc tế. Thành phố cũng là sở chỉ huy cho NASCAR.
Daytona Beach tổ chức lớn, nhóm của out-of-địa phương đó xuống trên các thành phố cho sự kiện khác nhau, đặc biệt là Speedweeks vào sớm ngày khi hơn 200.000 NASCAR người hâm mộ đến tham dự các mùa mở Daytona 500. Các sự kiện khác, bao gồm các NASCAR Coke Zero Đường 400 đua trong tháng bảy, Xe Tuần trong đầu Tháng, Biketoberfest vào cuối ngày, và 24 Giờ Daytona sức chịu đựng đua trong ngày.

## Lịch sử
Những khu vực mà Daytona Bãi biển nằm đã từng có người ở bởi những người bản địa Timucuan da Đỏ, những người sống ở tăng cường làng. Các Timucuas đã gần như tiêu diệt bởi liên hệ với người châu Âu qua chiến tranh, nô lệ và bệnh tật, và đã tuyệt chủng như một chủng tộc thực thể qua đồng hóa và hao từ thế kỷ 18. Các đặc biệt người Ấn Độ, con cháu của Creek da Đỏ từ Georgia và Alabama, thường xuyên khu vực trước khi thứ Hai đặc biệt Chiến tranh.

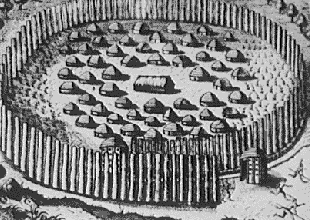
Một palisaded Timucua làng